# Sigmund Rascher
Sigmund Rascher, född den 12 februari 1909 i München, död den 26 april 1945 i Dachaus koncentrationsläger, var en tysk läkare. Under andra världskriget var han stabsläkare inom Luftwaffe och utförde experiment på fångar i koncentrationslägret Dachau.

## Biografi
Rascher gifte sig år 1941 med schlagersångerskan Karoline "Nini" Diehl (1893–1945), en av Heinrich Himmlers vänner.
Tillsammans med bland andra professor Ernst Holzlöhner företog Rascher olika experiment på lägerfångar i Dachau. Fångar utsattes för nedkylning i vattentankar för att SS-läkarna skulle kunna undersöka och studera kritiska gränser för hypotermi. En tredjedel av fångarna avled. Vid höghöjdsexperiment stängdes försökspersonen in i en tryckkammare för att simulera reaktionen hos en pilot som faller från hög höjd. De fångar som avled obducerades och Rascher iakttog då förändringar i de inre organen. Hans hustru bistod honom och fotograferade obduktionerna. Rascher företog även experiment med Polygal, en substans som utvanns från bet- och äppelpektin, som främjade blodkoagulering.
I april 1945 greps paret Rascher på order av Himmler. De anklagades för barnarov, mord på en av Raschers assistenter samt att ha förfalskat flera experimentrapporter gällande nedkylningsexperiment. Rascher avrättades med nackskott i Dachau, medan hustrun kort därefter sköts i Ravensbrück.
Efter andra världskriget ställdes ett flertal SS-läkare inför rätta vid Läkarrättegången. Domstolen ansåg Raschers och hans kollegers medicinska experiment som brottsliga och vetenskapligt meningslösa.